# Northrop Grumman MQ-4C Triton
Northrop Grumman MQ-4C Triton je americký vojenský bezpilotní letoun operující ve velkých výškách na dlouhé vzdálenosti. Jeho hlavními úkoly jsou průzkum a námořní hlídkování. Systém je vyvíjen korporací Northrop Grumman pro námořnictvo Spojených států amerických. Konstrukčně vychází z průzkumného letounu Northrop Grumman RQ-4 Global Hawk (přesněji jeho námořní verze RQ-4N). První let MQ-4C proběhl v roce 2013. Počátečních operačních schopností systém dosáhl v roce 2023.
Americké námořnictvo plánuje stavbu 68 letounů MQ-4C, které mají spolupracovat s námořními hlídkovými letouny Boeing P-8 Poseidon. Nákup sedmi exemplářů typu plánuje i Royal Australian Air Force. Do roku 2023 byl schválen nákup prvních čtyř letounů.

## Vývoj

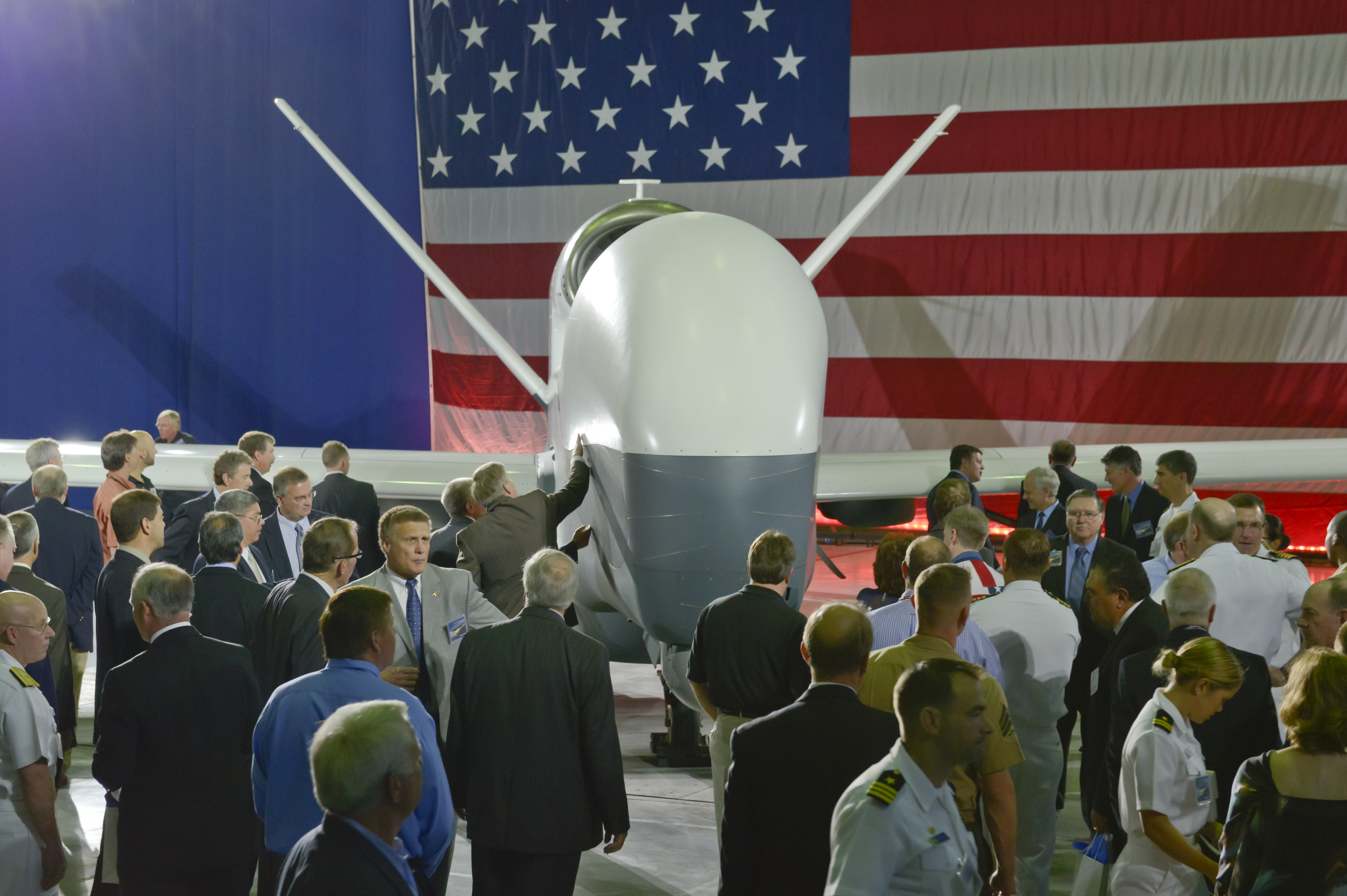
Představení prototypu MQ-4C v červnu 2012

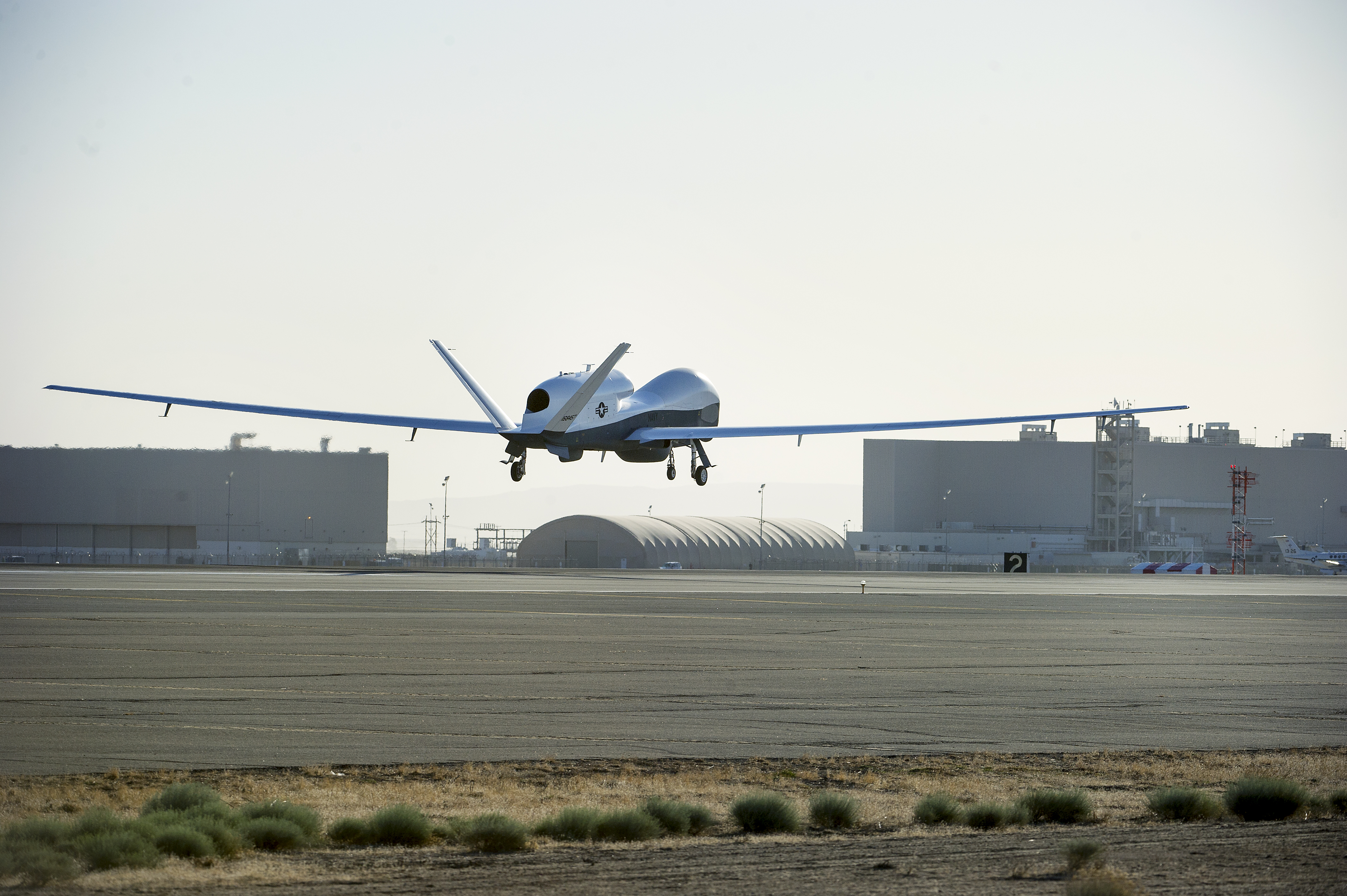
První let prototypu MQ-4C

Kontrakt na vývoj průzkumného systému MQ-4C získala společnost Northrop Grumman v dubnu 2008. Kritickým posouzením designu typ úspěšně prošel v únoru 2011. Trup prvního prototypu byl vyroben v březnu 2011.
V únoru 2012 byly s pomocí upraveného letounu Grumman Gulfstream II zahájeny testy radaru AN/ZPY-3 MFAS (multifunction active sensor), který je hlavním senzorem letounů MQ-4C. První prototyp MQ-4C Triton byl veřejnosti představen v červnu 2012. K jeho prvnímu letu došlo 22. května 2013 na továrním letišti společnosti Northrop Grumman v Palmdale v Kalifornii. Testovací program proběhl úspěšně a v září 2016 program MQ-4C úspěšně dosáhl dalšího milníku v podobě objednání jeho předsériové výroby.
Dne 28. října 2016 byla na námořní letecké základně v Jacksonville na Floridě ustavena peruť VUP-19, která bude vybavena bezpilotními stroji MQ-4C Triton (dostane je v roce 2017). Jde o první peruť amerického námořnictva provozující výhradně bezpilotní letouny. Peruť VUP-19 se bude podílet na vývoji postupů pro spolupráci s hlídkovými letouny P-8 Poseidon. V říjnu byl na základnu VUP-19 dodán první operační letoun MQ-4C a druhý bude dodán do konce roku 2017.
V roce 2023 systém dosáhl počátečních operačních schopností (Initial Operating Capability, IOC). V červnu 2023 americké námořnictvo získalo pátý stroj tohoto typu.

## Operační nasazení
Dne 20. června 2019 jeden dron MQ-4C Triton sestřelily Íránské revoluční gardy. Stalo se to v době rostoucího napětí mezi USA a Íránem. Dle USA byl dron sestřelen nad Hormuzským průlivem mimo íránský vzdušný prostor, naopak Írán tvrdil, že jeho vzdušný prostor narušil.

## Uživatelé
- Austrálie – Australské ministerstvo obrany v červnu 2018 potvrdilo investici 1,4 miliardy australských dolarů do zakoupení šesti systémů MQ-4C Triton. Ve službě mají spolupracovat s australskými námořními hlídkovými letouny P-8 Poseidon. Pro provoz MQ-4C budou upraveny základny RAAF Edinburgh a Tindal.[9] Jednotlivé letouny jsou objednávány postupně. Koupě třetího stroje byla schválena v roce 2020 a čtvrtého v roce 2023. Dodávka prvního letounu je plánována na rok 2024.[10] První Triton pro Austrálii poprvé vzlétl 9. listopadu 2023.[11]

- Spojené státy americké – Hlavní uživatel typu MQ-4C Triton.

## Konstrukce
Triton konstrukčně vychází z průzkumného letounu RQ-4N. Letoun unese až 2541 kg užitečného zatížení, z toho 1452 kg uvnitř trupu. Hlavním senzorem je multifunkční radar AN/ZPY-3 MFAS. Letouny dále nesou elektro-optický, infračervený systém MTS-B, elektronický ochranný systém AN/ZLQ-1, satelitní komunikační systém a datalink Link-16. Pohání je jeden dvouproudový Rolls-Royce AE3007H.

## Specifikace (MQ-4C Triton)

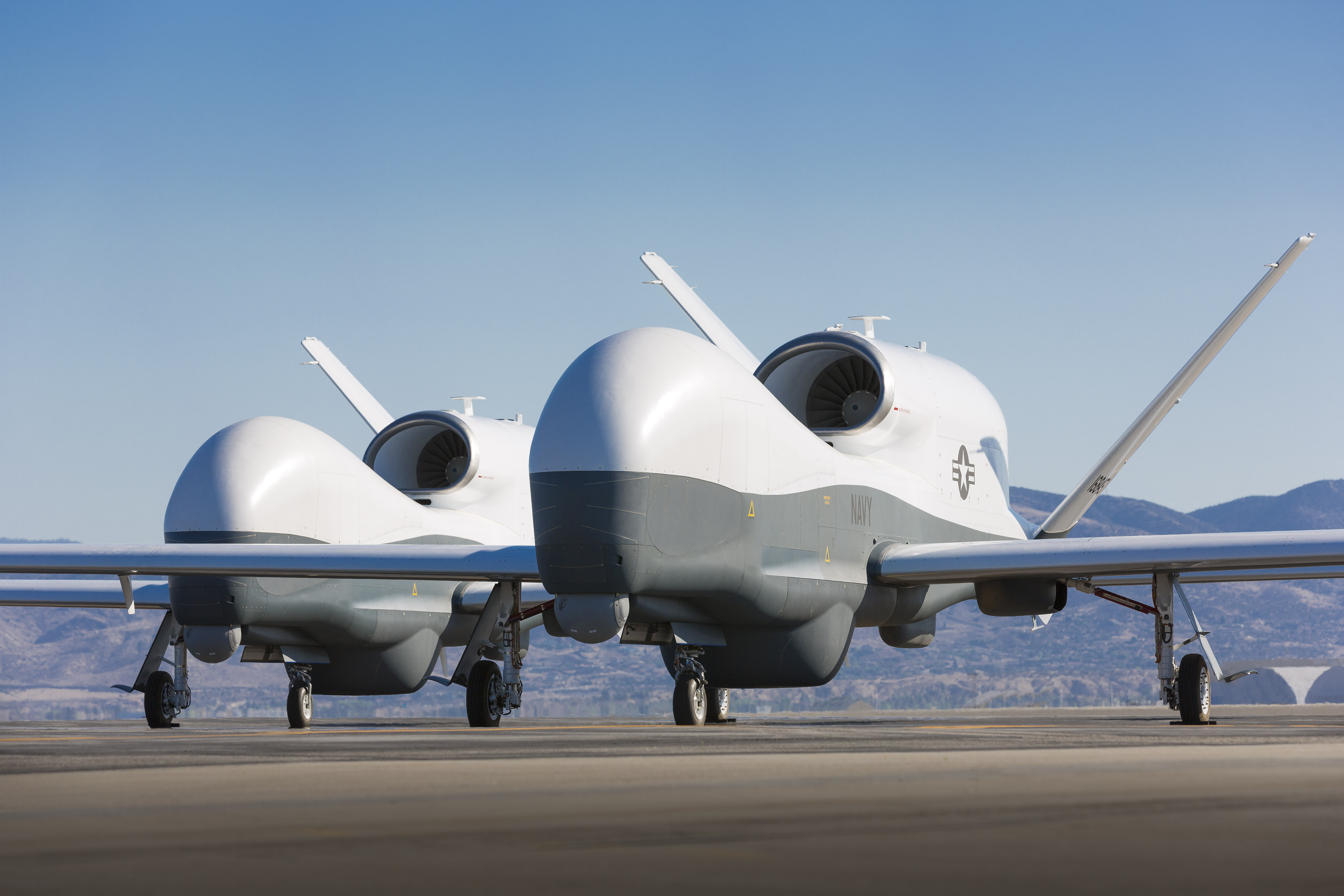
Dva letouny MQ-4C v roce 2013

### Hlavní charakteristiky
- Posádka: 0
- Délka: 14,5 m
- Rozpětí křídel: 39,9 m
- Výška: 4,7 m
- Prázdná hmotnost: 6 779 kg
- Maximální vzletová hmotnost: 14 628 kg
- Pohonná jednotka: 1 × dvouproudový motor Rolls-Royce AE3007H (28,89–39,66 kN)

### Výkony
- Maximální rychlost: 575 km/h
- Dolet: 15 000 km
- Dostup: 17 000 m
- Výdrž: 30 hodin